# 1978 en France
Chronologie de la France
- 1974
- 1975
- 1976
- 1977
- 1978
- 1979
- 1980
- 1981
- 1982

Cet article présente les faits marquants de l'année 1978 en France.

## Événements

### Janvier
- 1er janvier : les allocations familiales sont généralisées à l'ensemble de la population résidant sur le territoire français[1].
- 2 janvier : début de la production de la Simca Chrysler Horizon, voiture de l'année 1979[2].
- 4 janvier : loi Spinetta (ou relative à la responsabilité et à l'assurance dans le domaine de la construction[3]).

Les président Jimmy Carter et Giscard d'Estaing participent à une cérémonie de dépôt de gerbe sur la Tombe du Soldat inconnu à l'Arc de Triomphe à Paris.

- 4-6 janvier : visite officielle de Jimmy Carter en France. Le 5 janvier il visite les plages du débarquement allié en Normandie et l'hôtel de ville de Bayeux, avant de rentrer en train pour un dîner à Versailles et un dernier entretien avec Valéry Giscard d'Estaing à l'Élysée, le matin du 6 janvier[4].
- 6 janvier : adoption de la loi informatique et libertés. Institution de la CNIL[5].
- 7 janvier : programme de Blois de la majorité[6].
- 10 janvier : loi relative à l'information et à la protection des consommateurs dans le domaine de certaines opérations de crédit dite loi Scrivener[7]. Soucieux des rigidités administratives qui freinent, selon lui, la vie économique du pays, le premier ministre Raymond Barre fait voter une loi d’orientation sur le commerce et l’artisanat, destiné à mieux faire jouer la concurrence sur le marché français. La loi doit améliorer l'information et la protection des emprunteurs, dans le domaine du crédit à la consommation[8]. Création de la commission des clauses abusives[9].
- 11 janvier : première diffusion du tirage du Loto à la télévision[10].
- 19 janvier : loi généralisant la mensualisation de la paie[11] (appliquée à partir du 1er octobre).
- 23 janvier : affaire Empain. Enlèvement à Paris du baron Empain, PDG du groupe Empain-Schneider[12].
- 27 janvier : discours de Valéry Giscard d'Estaing à Verdun-sur-le-Doubs sur le « Bon choix »[6].

### Février
- 1er février :
  - fondation de l'Union pour la démocratie française (UDF)[6] par Jean Lecanuet, qui réunit le CDS, le parti républicain, le Mouvement démocrate-socialiste et le parti radical valoisien.
  - le réalisateur polonais Roman Polanski fuit les États-Unis pour la France via Londres à la suite d'une affaire d'abus sexuel sur mineure[13].
- 7 février : une instruction ministérielle émanant du Secrétariat Général de la Défense Nationale crée un « Plan gouvernemental de vigilance, de prévention et de protection face aux menaces d'actions terroristes », dit « Plan Vigipirate ») ; l'armée vient appuyer les forces de sécurité civiles dans le maintien de l'ordre face à la menace terroriste[14].
- 21 février : le rapport Nora-Minc sur « l'informatisation de la société » est présenté au Président de la république. Il connait un grand succès d'édition[15].

### Mars
- 1er mars : ouverture par Fabrice Emaer du Palace, qui devient un lieu important des nuits parisiennes et de la mode durant quelques années[16].
- 2-12 mars : présentation de la Renault 18 lors du salon de Genève ; sa commercialisation débute en avril[17].
- 10 mars : premier vol à Istres du Mirage 2000, le nouvel avion de chasse des Avions Marcel Dassault-Breguet Aviation, piloté par Jean Coureau[18].
- 11 mars : mort de Claude François à l'âge de 39 ans[19].
- 12-19 mars : élections législatives en France[6] ; victoire surprise de la Droite avec 290 sièges contre 201 pour la Gauche. Pour la première fois depuis longtemps, le PS dépasse le PCF.

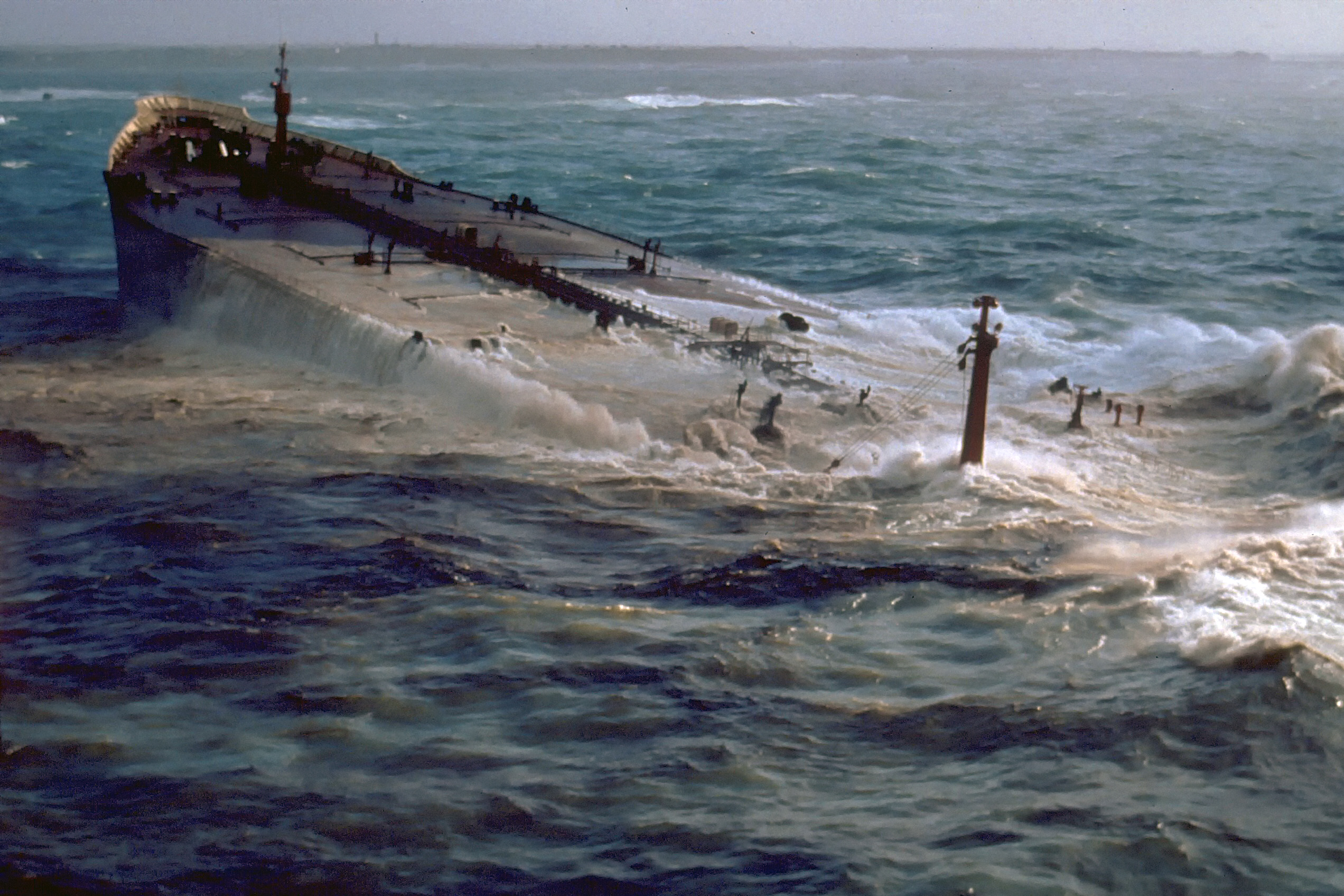
Naufrage de l'Amoco Cadiz

- 16-17 mars : marée noire en Bretagne avec le naufrage du pétrolier géant Amoco Cadiz au large de Portsall[6]. Affrété par la société Shell, il transporte 230 000 tonnes de pétrole vers Rotterdam. 360 km de côtes bretonnes, de Brest à la baie de Saint-Brieuc, sont souillées. La société Amoco Corp sera condamnée le 24 janvier 1992.
- 31 mars : Raymond Barre reste Premier ministre[6].

### Avril
- 3 avril : Jacques Chaban-Delmas est élu président de l'Assemblée nationale[6].
- 4 avril : l'émission Dialogues sur France-culture invite Michel Foucault, Guy Hocquenghem et le juriste Jean Danet à discuter sur La Loi de la pudeur ; ils défendent l'idée que des pédophiles sont incarcérés à tort parce que les enfants qu'ils ont abusés étaient consentants[20].
- 5 avril : troisième Gouvernement Raymond Barre[21].
- 28 avril-30 juin : ouverture d'une salle de concert rock alternative à Lyon, le Rock'n'Roll Mops[22].

### Mai
- 2 et 3 mai : procès des violeurs d'Anne Tonglet et Araceli Castellano à Aix-en-Provence. Un des violeurs est condamné à six ans de prison ferme pour viol, les deux autres à quatre ans pour tentative de viol[23].
- 4 mai : le militant communiste et tiers-mondiste Henri Curiel est assassiné à Paris[24].
- 8 mai : évasion de Mesrine de la prison de la Santé[25].
- 17 mai : libération des prix industriels[6].
- 19 mai :
  - intervention de parachutistes français à Kolwezi[6].
  - rapport Nora-Minc sur l'informatisation de la société[6].
- 20 mai : attentat à l'aéroport d'Orly[26]. Trois terroristes palestiniens tentent de fomenter une tuerie de masse au sein de l’aéroport d'Orly contre des passagers se rendant en Israël. La tentative échoue grâce à l'intervention rapide des CRS présent sur le site. Une intense fusillade oppose les tireurs aux forces de l'ordre. Les terroristes sont abattus, deux policiers sont tués. On relève en outre cinq blessés.

### Juin
- 26 juin : attentat du château de Versailles revendiqué par le Front de libération de la Bretagne[27].

### Juillet
- 3 juillet : premier Récré A2, émission pour la jeunesse diffusée sur Antenne 2 et présentée par Dorothée, Gérard Chambre et Fabrice[28].
- 7 juillet : arrêt Croissant du Conseil d'État qui dispose que « les conventions et traités internationaux ont une autorité supérieure au droit interne »[29].
- 13 juillet : faute d’investissement, le vieillissement de l'appareil productif français atteint des niveaux préoccupants, ce qui oblige les entreprises à engager des restructurations industrielles coûteuses en emploi et en salaire. René Monory fait voter une loi fiscale facilitant l’orientation de l’épargne et le financement des entreprises pour faire redémarrer les investissements productifs. Des crédits d'impôts sont accordés pour tout achat d’actions par les particuliers[30].
- 31 juillet : prise d'otages à l'ambassade d'Irak à Paris. Un inspecteur de police est tué[31].

### Août
- 10 août : Peugeot annonce le rachat de Chrysler Europe[6] pour 230 millions de dollars (1 milliard de FRF), devenant le no 1 européen et no 4 mondial derrière General Motors, Ford et Toyota. Le 31 août, lors d'une conférence de presse au Palais des congrès de Paris, le président du Groupe PSA ⋅Jean-Paul Parayre assure qu'il n'y aura pas de suppressions d'emplois car ce rachat va favoriser l'expansion du groupe[32].
- 31 août : attentat au domicile d'Yves Mourousi[33].

### Septembre
- 20 septembre : adoption du plan de restructuration de la sidérurgie[6]. Il prévoit une nationalisation de la totalité des grands fourneaux et des plans de départs volontaires pour les sidérurgistes. 21 750 suppressions d’emplois sont prévues entre avril 1979 et décembre 1980[34].
- 23 septembre : manifestation antinucléaire à Brest contre projet de centrale nucléaire de Plogoff après que le 12 septembre, le Conseil économique et social ait adopté le rapport proposant le site comme lieu d'implantation de la centrale[35].
- 27 septembre : arrestation de Jacques Dugué pour attentat à la pudeur sans violence sur mineurs de quinze ans[36].  Il est condamné à six ans de prison ferme le 30 novembre 1981.

### Octobre
- 3 octobre : tuerie du Bar du Téléphone à Marseille[37].
- 6 octobre : l’ayatollah Khomeiny, opposant au chah d’Iran, trouve refuge en France à Neauphle-le-Château[38].
- 28 octobre : interview  négationniste dans L'Express de Louis Darquier de Pellepoix, commissaire général aux questions juives sous Vichy, reprise quelques jours après par Robert Faurisson. Il nie la réalité des chambres à gaz (« À Auschwitz, on n’a gazé que les poux »)[39].

### Novembre
- 16 novembre : 
  - Le Matin de Paris titre  dans sa page « l'évènement » : « Les chambres à gaz : ça n'existe pas » et alerte ses lecteurs sur les activités négationnistes d’un professeur d’université de Lyon, Robert Faurisson[39]. Ce dernier voit ses cours suspendus et est agressé par des étudiants juifs. Il attaque Le Matin en diffamation et gagne[40].
  - disparition du navigateur Alain Colas lors de la première édition de la Route du Rhum alors qu'il est pris dans l'œil d'un cyclone au sud des Açores ; lors de son dernier message à la radio il annonce : « Il n'y a plus de ciel, tout est amalgame d'éléments, il y a des montagnes d'eau autour de moi ». Ni son corps, ni son bateau ne seront jamais retrouvés[41].
- 18 novembre : manifestation antinucléaire à Quimper contre projet de centrale nucléaire de Plogoff[35]

### Décembre
- 2 décembre : arrivée à Paris de dix-huit paysans au terme d'une marche de 710 km en 25 étapes depuis le Larzac contre l'extension du camp militaire. 40 000 personnes défilent aux portes de Paris, le centre-ville étant bloqué par les CRS. Les paysans sont reçus par le directeur de cabinet d’Yvon Bourges, ministre de la Défense[42].
- 4 décembre : création du système monétaire européen (SME)[6].
- 6 décembre : appel de Cochin : Jacques Chirac dénonce la politique européenne de Valéry Giscard d'Estaing[6].
- 19 décembre :
  - la plus grosse panne d'électricité en France. Elle prive d'électricité 75 % du territoire pendant plusieurs heures[43].
  - 20 000 manifestants à Longwy contre le plan de restructuration de la sidérurgie[34].
- 22 décembre : 25 000 manifestants à Denain contre le plan de restructuration d'Usine sidérurgique de Denain[34].
- 29 décembre : Le Monde ouvre ses colonnes à Robert Faurisson où il parle des « prétendues chambres à gaz hitlériennes et du prétendu génocide des Juifs »[44].

## Naissances en 1978
- 28 février : Jeanne Cherhal, chanteuse.
- 29 mai : Sébastien Grosjean, joueur de tennis.
- 6 juin : Faudel (Faudel Belloua), chanteur.
- 9 juillet : Wahid Bouzidi, acteur et humoriste français († 20 août 2023).
- 18 juillet : Mélissa Theuriau, journaliste.
- 24 novembre : Barbara Beretta, actrice française spécialisée dans le doublage et fille de Daniel Beretta qui a double Schwarzenegger de 1987 à 2020.

## Décès en 1978
- 8 janvier : André François-Poncet, diplomate.
- 27 janvier : Marguerite Canal, compositrice et cheffe d'orchestre.
- 30 janvier : Damia, chanteuse.
- 11 mars :
  - Claude François, chanteur.
  - Joseph Delteil, écrivain.
- 17 mars : Raoul Motoret, écrivain.
- 19 mars : Gaston Julia, mathématicien.
- 20 mars : Jacques Brugnon, joueur de tennis.
- 23 mai : François Vibert, acteur de théâtre et de cinéma. (° 7 septembre 1891).
- 23 juillet : Danielle Collobert, écrivain et poétesse.
- 26 août : Charles Boyer, acteur.
- 24 septembre : Paul-Jacques Bonzon, écrivain.
- 9 octobre : Jacques Brel, chanteur, auteur-compositeur-interprète et comédien.
- 16 novembre : 
  - Alain Colas, navigateur. (° 16 septembre 1943).
  - Claude Dauphin, comédien.
- 29 décembre : Jean Ségurel, accordéoniste corrézien.